# Plagodis altruaria
Plagodis altruaria là một loài bướm đêm trong họ Geometridae.